# Capitaine de corvette (Canada)
Pour les articles homonymes, voir Capitaine de corvette et Capc.
Capitaine de corvette (capc) est un grade utilisé dans la marine militaire canadienne. En anglais, la Marine royale canadienne, utilise le terme de Lieutenant-commander.

## Description

Insignes de capitaine de corvette
Lieutenant commander

Dans la Marine royale canadienne des Forces armées canadiennes, le grade de capitaine de corvette existe depuis 1996 pour le Cadre des instructeurs de cadets et pour toute la Marine depuis 1998. Son abréviation est « capc » et on s'adresse à lui en disant « capitaine ». Anciennement, le nom du grade était « lieutenant-commander », qui est le terme anglais en vigueur. Ce grade correspond à celui de major dans l'Armée canadienne (l’armée de terre) et l'Aviation royale du Canada.
| Précédé par Lieutenant de vaisseau | Capitaine de corvette | Suivi par Capitaine de frégate |

### Insigne de grade
- Tenues de service courant
  - épaulette rigide
  - manchon d’épaule ou « épaulette molle ».
- Tenue de mess
  - En tenue de mess, les officiers portent les insignes de grade de l’ancienne marine royale canadienne, eux-mêmes modelés sur ceux de la Royal Navy britannique.